# Dakotaraptor

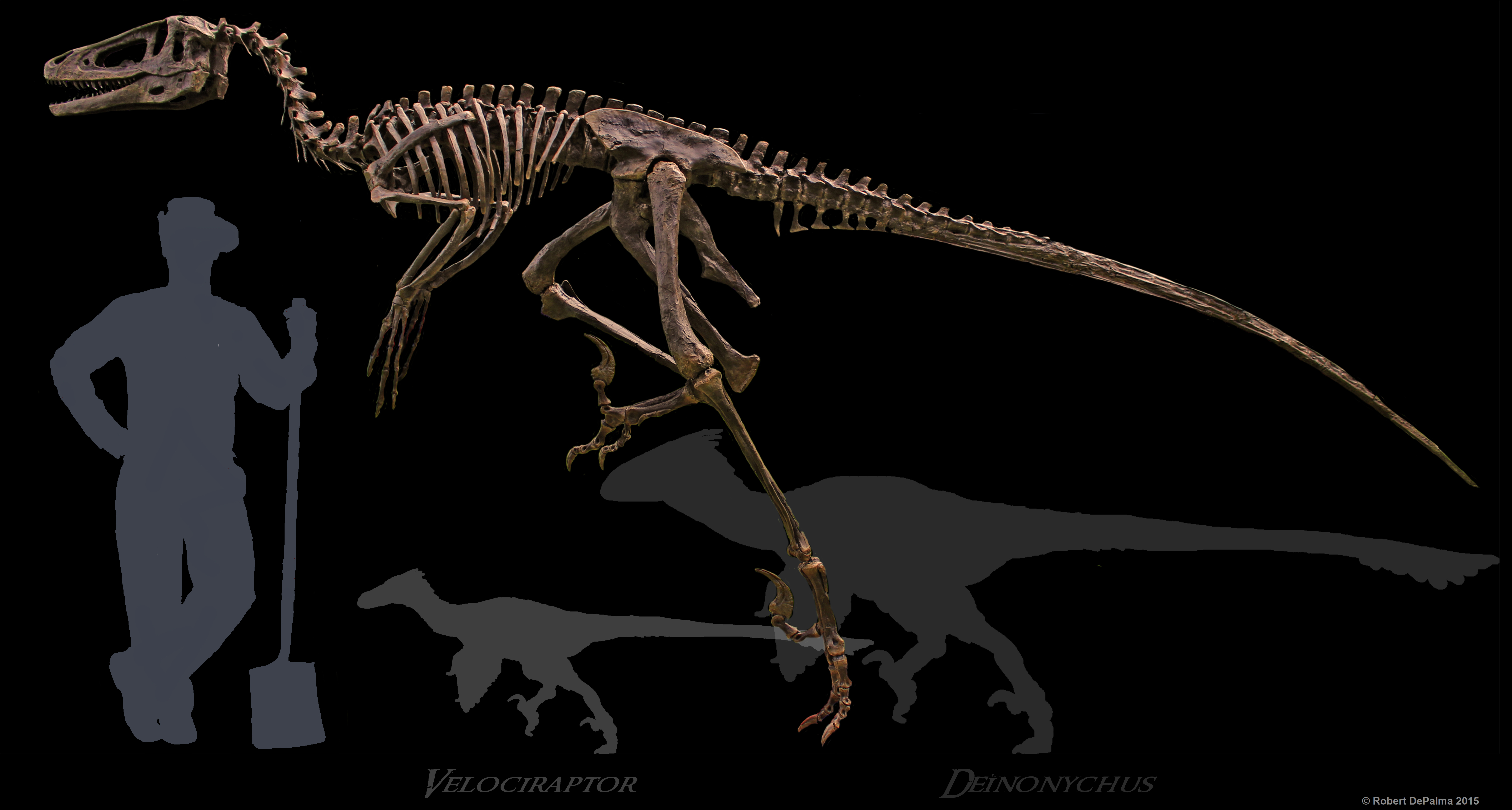
Skelett eines Dakotaraptor; Größenvergleich mit dem Menschen, Velociraptor und Deinonychus

Dakotaraptor ist eine Gattung von großen Dromaeosauridae, die zu den theropoden Dinosauriern gehören. Sie lebte in Nordamerika während der späten Kreidezeit. Die Überreste wurden zum Ende des Mesozoikums datiert, was Dakotaraptor zu einem der letzten überlebenden Dromaeosauridae macht.
Phylogenetische Analysen stützen die Ansicht, dass Dakotaraptor ein Schwestertaxon von Dromaeosaurus innerhalb der Dromaeosauridae ist. In neueren Arbeiten wird allerdings angemerkt, dass es sich bei Dakotaraptor wahrscheinlich um eine Chimäre handelt, da Teile des Skelettes nicht von einem Dromaeosauriden stammen. Das Gabelbein (Furcula) wurde neu als ein Teil eines Schildkrötenplastrons identifiziert.

## Merkmale
Dakotaraptor waren außergewöhnlich große Dromaeosauridae. Die rekonstruierte Länge adulter Exemplare, geschätzt anhand der
Schienbeinknochen (Tibia) und Oberschenkelknochen (Femur) von Dromaeosaurus, Deinonychus und Utahraptor als Vergleich, betrug etwa 5,5 m. Die Krallenansätze (flexor tubercle) an den Zehenkrallen IV (unguale Zehenglieder) sind reduziert. Etwa die distale Hälfte der seitlichen Furche der Zehenkralle IV (corial groove) liegt vollständig in einer knöchernen Röhre, an den Zehenkrallen II und III befindet sich ein scharfer ventraler Kiel. An den Zähnen der distalen Zahnreihe (zum Ende des Zahnbogens hin) befinden sich 15 bis 20, 5 mm große Zähnchen (Dentikel), an denen der mesialen Zahnreihe (zur Mitte des Zahnbogens hin) 20 bis 27, ebenfalls 5 mm große Zähnchen.

## Funde und Fundort
Die Funde stammen aus der oberen Hell-Creek-Formation (Obermaastrichtium), nicht mehr als 20 m unterhalb der Kreide-Paläogen-Grenze in Harding County (South Dakota). Die Fossilien wurden in mittel- bis feinkörnigen Sandstein mit einer Ton-Kiesel Schicht entdeckt. Neben Dakotaraptor wurde dort ausschließlich Skelettteile von kleinen Wirbeltieren gefunden.
Die Art wurde 2015 von Robert A. DePalma, David A. Burnham, Larry Dean Martin, Peter Lars Larson und Robert Thomas Bakker als Dakoraraptor steini erstbeschrieben. Bei dem Holotypus (PBMNH.P.10.113.T), handelt es sich um ein adultes Exemplar. Die Überreste bestehen aus der rechten zweiten und dritten Zehenkralle, dem rechten Oberschenkelknochen (Femur), dem linken und dem rechten Schienbeinknochen (Tibia), den linken Fußwurzelknochen Sprungbein (Astragalus) und Fersenbein (Calcaneus), den linken Mittelfußknochen (Metatarsale) II bis IV, den rechte Mittelfußknochen IV, Fragmente eines Rückenwirbelkörpers, zehn Schwanzwirbel, Gabelbein (Furcula), linker und rechter Oberarmknochen (Humeri), Radius und Ulna, rechte Mittelhandknochen (Metacarpale) I und II sowie die Fragmente von drei linken Fingergliedern.

## Benennung
Der Name Dakotaraptor nimmt Bezug auf Süd-Dakota und das Volk der Dakota sowie auf das lateinischem Wort raptor (deutsch = Räuber). Der Artzusatz steini bezieht sich auf den Paläontologen Walter W. Stein. Dakotaraptor war eine von achtzehn Dinosaurier-Taxa aus dem Jahr 2015, die in Open-Access- oder frei lesbaren Zeitschriften beschrieben wurden.